# قاچاق انسان در بنگلادش
قاچاق انسان در بنگلادش (انگلیسی: Human trafficking in Bangladesh) به‌عنوان منبع و ترانزیت برای مردان، زنان و کودکانی است که در معرض قاچاق انسان قرار دارند، می‌باشد. قربانیان به ویژه برای کار اجباری و فحشا اجباری قاچاق می‌شوند. تعداد قابل توجهی از قربانیان قاچاق بنگلادش افرادی هستند که برای کار در خارج از کشور استخدام می‌شوند، بدین‌ترتیب که با پیشنهادهای استخدام جعلی مواجه می‌شوند، و متعاقباً تحت شرایط کار اجباری یا اسارت مورد سوء استفاده قرار می‌گیرند. کودکان -هم پسر و هم دختر- در بنگلادش برای استثمار جنسی تجاری، کار در ازای پول قرضی و کار اجباری قاچاق می‌شوند. برخی از کودکان توسط پدر و مادرشان به اسارت درمی‌آیند، در حالی که برخی دیگر از طریق فریب و تهدید فیزیکی به کار اجباری یا استثمار جنسی تجاری، کشانده می‌شوند. زنان و کودکان از بنگلادش برای بهره‌برداری جنسی تجاری به هند قاچاق می‌شوند.
مردان و زنان بنگلادشی با رغبت به عربستان سعودی، بحرین، کویت، امارات متحده عربی، قطر، عراق، لبنان، مالزی، لیبریا، و کشورهای دیگر برای کار، اغلب تحت شرایط قانونی و قراردادی مهاجرت می‌کنند. بیشتر افرادی که به دنبال استخدام در خارج از کشور از طریق کانال‌های قانونی هستند، به ۷۲۴ مؤسسه استخدامی متعلق به اتحادیه موسسات استخدام بین‌المللی بنگلادش(BAIRA) مراجعه می‌کنند. این آژانس‌ها به‌طور قانونی مجاز به استخدام کارگران در مشاغل کم‌درآمد می‌باشند و به کارگران در اینگونه مشاغل کم‌درآمد معمولاً بین ۱۱۰ تا ۱۵۰ دلار در ماه می‌پردازند. با این حال، براساس گزارش سازمان‌های غیردولتی، بسیاری از کارگران برای اینگونه استخدامها مبلغ ۶۰۰۰ دلار رشوه می‌پردازند. گزارش اخیر سازمان عفو بین‌الملل در مالزی نشان داد که بنگلادشی‌ها بیش از سه برابر هزینه استخدام کارگران مهاجر سایر کشورها که برای کار در مالزی استخدام شده‌اند را هزینه می‌کند.
سازمان‌های غیردولتی گزارش می‌دهند که بسیاری از کارگران مهاجر بنگلادش قربانی تقلبات در استخدام هستند، از جمله هزینه‌های گزاف استخدام که اغلب از طریق نمایش شرایط استخدام تقلبی انجام می‌گیرد. سازمان بین‌المللی کار ILO به این نتیجه رسیده‌است که هزینه‌های استخدامی بالا موجب افزایش آسیب‌پذیری کارگران مهاجر فراملی می‌شود. زنان به‌طور معمول به عنوان خدمتکار داخلی بکار گرفته می‌شوند؛ برخی بنگلادشی‌ها خود را در شرایط کار اجباری در مقابل بدهی می‌یابند، که در آن‌ها با محدودیت‌هایی در رابطه با جابجائی، عدم پرداخت حقوق‌ها، تهدیدها، و سوءاستفاده جنسی یا سوءرفتار مواجه می‌شوند. برخی از زنان بنگلادش که در خارج از کشور استخدام می‌شوند، متعاقباً جهت استثمار جنسی تجاری قاچاق می‌شوند. کودکان و بزرگسالان بنگلادشی در داخل کشور به‌منظور استثمار جنسی تجاری، خدمتکاری و کار در ازای پول قرض گرفته‌شده، قاچاق می‌شوند. گزارش‌های اخیر حاکی از آن است که بسیاری از مالکان روسپی‌خانه‌ها، زنان بنگلادشی را با داروهای مضر با عوارض جانبی معتاد می‌کنند تا اینکه آن‌ها را برای مشتریان خود جذاب‌تر کنند، گزارش شده‌است که این دارو توسط ۹۰ درصد زنان در روسپی‌خانه‌های بنگلادش مورد استفاده قرار می‌گیرد.

## اقدامات دولت
دولت بنگلادش به‌طور کامل از حداقل استانداردهای حذف قاچاق انسان تبعیت نمی‌کند، با این حال، تلاش‌های زیادی برای انجام این کار انجام می‌دهد. در این رابطه دولت همچنان به مبارزه با قاچاق جنسی زنان و کودکان ادامه داده‌است. علی‌رغم این تلاشهای قابل توجه، دولت شاهد اقدامات بیشتر جهت محاکمه و محکوم کردن مجرمان قاچاق انسان، به ویژه افرادی که دست‌اندرکار استخدامهای تقلبی کارگران بنگلادشی به منظور استثمار اجباری آنها در خارج از کشور هستند، را نشان نمی‌دهد. همین‌طور تلاش‌های بیشتری برای جلوگیری از کار اجباری کارگران بنگلادشی در خارج از کشور از طریق کنترل مؤثر روی هزینه‌های استخدام بالا (که بر دوش کارگران مهاجر است) و دیگر انواع استخدام‌های جعلی نشان نداده‌است؛ بنابراین، بنگلادش برای دومین سال متوالی در لیست نظرسنجی رده ۳ قرار گرفته‌است. برخی از مقامات دولتی و اعضای جامعه مدنی کشور اعتقاد دارند که کار اجباری و کار کارگران بنگلادشی در مقابل بدهی در خارج از کشور، قاچاق به‌شمار نمی‌رود، بلکه تقلب در کار اشتغال در مورد مهاجران نامنظم است. 

## موضعگیریها
دفتر نظارت و مبارزه با قاچاق انسان در وزارت امور خارجه ایالات متحده آمریکا، این کشور را را در سال ۲۰۱۷ در سطح دوم "Tier 2" کشورهای (مبارزه با قاچاق انسان) قرار داد.